# Virginia Martínez Fernández
Virginia Martínez (Molina de Segura, 1979) es una directora de orquesta española.

## Biografía
A los 13 años, se hizo cargo de la dirección de los Coros Ies Hims Mola de Molina de Segura prosiguiendo su labor hasta 1999.
Licenciada en piano y armonía por el Conservatorio Superior de Música de Murcia y teniendo como profesores a Pilar y Pedro Valero, en 1999 es becada por la Fundación Séneca de Murcia para continuar sus estudios en el extranjero.
A partir de este año comienza a estudiar la carrera de Dirección de Orquesta en el Conservatorio de la Ciudad de Viena, teniendo como profesores a Reinhard Schwarz y Georg Mark, finalizando estos estudios en junio de 2003, dirigiendo en el concierto de graduación a la Orquesta Sinfónica de la Radio de Viena, con la obra El Pájaro de Fuego, de Igor Stravinsky, y obteniendo la calificación de “Matrícula de Honor con mención especial”.
En el año 2000 entra a formar parte del “Singverein Chor” de Viena, con el que ha dado numerosos conciertos por toda Austria y Europa.
En febrero del 2003 dirigió el estreno de la obra Deus ex machina, de Markus Preisl, con el “Ensemble de Música Contemporánea del Conservatorio de Viena”. Ese mismo año estrenó la obra Winterlandschaft (Paisaje de invierno), del compositor Stefan Höll, e hizo su presentación oficial en la Región de Murcia al frente de la Orquesta Sinfónica de Murcia en el Auditorio y Centro de Congresos Víctor Villegas, concierto que fue grabado por RNE.
En enero de 2004 fue nombrada “Joven del Año” por la Consejería de Juventud de la Región de Murcia y también asistente de Bertrand de Billy en el Gran Teatro del Liceo de Barcelona, para el montaje de dos óperas wagnerianas: Siegfried' y El ocaso de los dioses. En la temporada 2005-2006 fue Directora Asistente de la Orquesta Sinfónica de Barcelona y Nacional de Cataluña, trabajo que compaginó con la dirección artística de la Orquesta de la Escuela Superior de Música de Cataluña. 
Radicada en Argentina a lo largo de los años 2000, asumió la conducción de la Orquesta Estable del Teatro Colón y colaboró con varias formaciones orquestales nacionales. En 2006 fue convocada como directora asistente en la Orquesta de Valencia, bajo la dirección de Yaron Traub. Es madre de dos hijas, Charo (2002) y Hera (2015), nacidas durante su estadía en Argentina.
En octubre de 2007 realizó una gira por España con la Wiener Kammerorchester.
En abril de 2009 fue nombrada uno de los jóvenes talentos europeos, reconocimiento otorgado por el Comité Europeo de las Regiones. En diciembre de ese mismo año llevó a cabo una gira por EE. UU., en la cual destacan los conciertos del McCormick Place de Chicago y el Lincoln Center de Nueva York.
En abril de 2010 actuó en los Proms de Viena junto a la orquesta del Conservatorio de Viena.
Ha dirigido zarzuelas como La del manojo de rosas y Entre Sevilla y Triana,  ambas producciones del Teatro Campoamor de Oviedo en agosto de 2009 y abril de 2014 respectivamente.
En marzo de 2011 dirigió El barbero de Sevilla dentro del ciclo de ópera del Auditorio Víctor Villegas de Murcia y bajo la dirección de José Carlos Plaza.
En julio de 2010, estrenó la ópera Amb els peus a la Lluna, de Antoni Parera Fons, en el Festival Grec de Barcelona, contando con la actuación estelar de María Bayo, coproducción del Teatro Real de Madrid, Teatro de la Maestranza de Sevilla, Teatro Arriaga de Bilbao y Gran Teatro del Liceo de Barcelona.
Ha sido durante 18 años Directora Titular de la Orquesta de Jóvenes de la Región de Murcia y 11 años, Directora Titular y Artística de la Orquesta Sinfónica de la Región de Murcia (OSRM).
Ha dirigido con gran éxito a las Orquestas Nacional de Montpellier, Orquesta Nacional de Singapur, Wiener Kammerorchester, Orquesta Sinfónica de Biel (Suiza), Orquesta Sinfónica de Graz (Austria), Orquesta de Conservatorio de Viena, Orquesta Nacional de España, Orquesta Sinfónica de Barcelona y Nacional de Cataluña, Orquesta Sinfónica de Bilbao, Orquesta Sinfónica de la Región de Murcia, Orquesta Sinfónica de Navarra, Orquesta de Valencia, Orquesta del Vallés, Orquesta “Barcelona 216”, Orquesta Sinfónica del Principado de Asturias, Oviedo Filarmonía , Orquesta Ciudad de Granada, Orquesta de Córdoba, Orquesta Filarmónica de Málaga, Orquesta del Conservatorio del Liceo, Orquesta de Menorca, Orquesta Nacional de Santo Domingo, donde fue nombrada directora asistente del Festival junto a Philippe Entremont.
Ha trabajado con solistas como Javier Perianes, Judith Jauregi, Fazil Say, María Espada, José Antonio López, Gustavo Peña, José Ferrero, Cristina Faus, María Bayo, Pablo Ferrández, Christian Poltera, Jesús Reina o Joaquín Riquelme, entre otros. Y con escenógrafos y directores de escena como Paco Azorín, José Carlos Plaza, Curro Carreres o Emilio Sagi.

## Actualidad
Actualmente es Directora Honorífica de la OSRM, Directora Titular de la Joven Orquesta Sinfónica de Cantabria y Catedrática de Dirección de Orquesta del Conservatorio Superior de Música de Murcia.

## Reconocimientos
En enero de 2016, su pueblo natal Molina de Segura construye el auditorio que lleva su nombre.